# 阿薩辛派
阿薩辛派（阿拉伯语：حشّاشين、Ḥashāshīn）是中世紀時期活躍於阿富汗至敘利亞山區的伊斯蘭教當中的一個異端教派，由它所演變而成的哈沙辛教團是一個秘密的暗殺組織。哈沙辛教團以里海南岸山区为根据地，大本營设在阿剌模忒堡（意為“鷹巢”）。

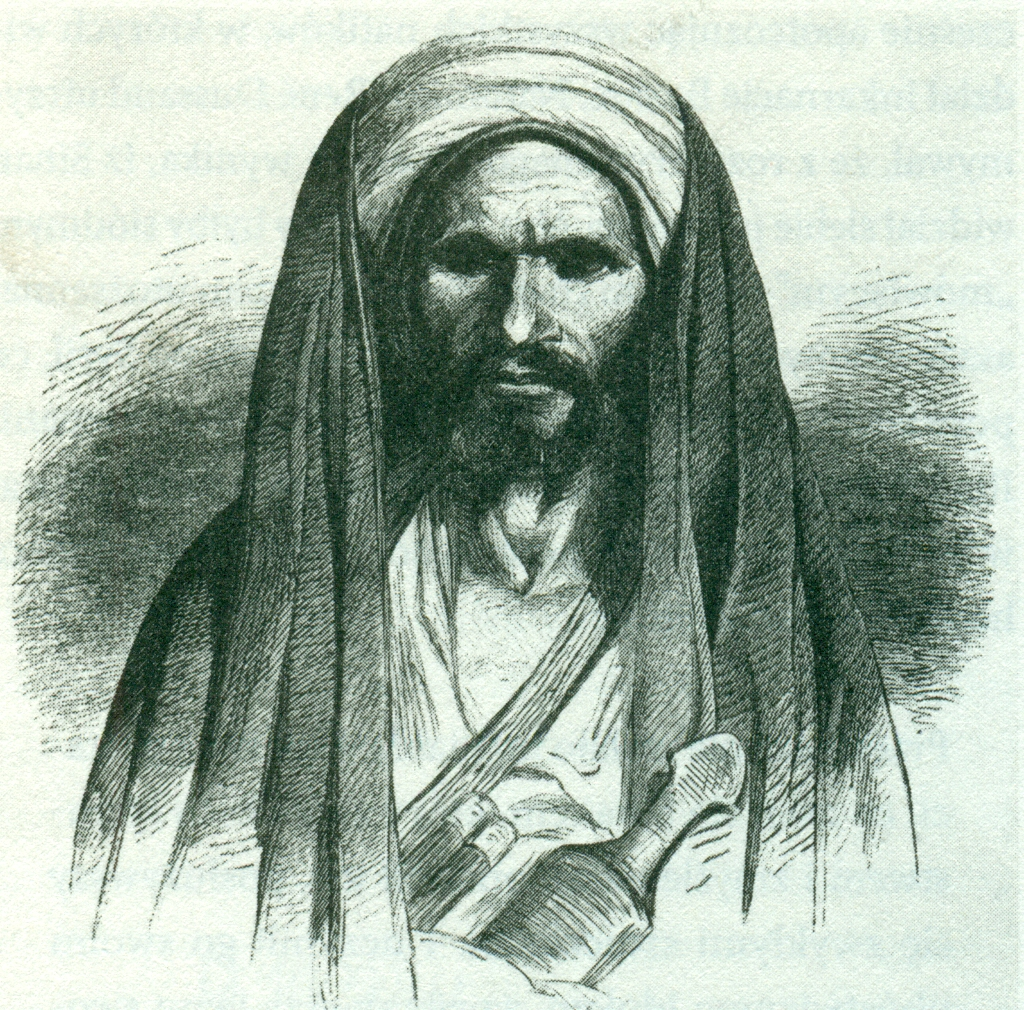
哈沙辛教團的創立者哈桑·沙巴

## 词源
“哈沙辛”在中華古籍中被称为木剌夷、木罗夷或木乃奚，可能源自阿拉伯語（al-mulaḥid），意指無神論者。该词语有另一种说法，即“阿萨辛”一词。
在12世纪中期，由于拉希德丁·锡南与十字军的交往不断增多，因此在众多西方旅行者、外交使节和十字军编年史家的笔下，开始出现“山中老人”一词，并开始以“assassin”一词的各种变体来称呼其追随者。《马可波罗游记》记载：“名叫阿拉丁的山中老人信奉伊斯蘭教。他在两座高山之间一条风景优美的峡谷中，建造了一座华丽的花园”，其中铺设着流淌美酒、牛乳、蜂蜜和清水的河流，居住着姣美的女郎。他培训勇敢的青年人，采用麻药和假造的天國幻象来激发他们来为自己效劳和对仇敌进行暗杀行動。”刘郁的《西使记》也记载：「縱其慾數日，復置故處。既醒，問其所見，教之能刺客，死則享福如此。」
虽然阿萨辛派的暗杀往往有着明确的政治目的，但是给欧洲人留下深刻印象的，最初是他们狂热的献身精神，因此欧洲中世纪常有情书或是情诗以阿萨辛为比喻，显示自己对对方无保留的爱。但丁的《神曲》中也曾提到“充满危险的暗杀”。到14世纪左右，阿萨辛一词已经在欧洲多种语言中出现，专指出于狂热或是贪婪的目的，以秘密或是背叛的方式杀害某个公众人物。基督教世界对哈沙辛教團研究的兴趣是与其历史发展相关联的。宗教改革、宗教战争、欧洲内部的纷争，都成为培育暗杀与阴谋论的土壤。
此后，法国大革命再次让公众对于阴谋与谋杀的问题产生了兴趣。1809年5月，东方学家、阿拉伯语学者西尔维斯特·德·萨西（Silverstre de Sacy）在法兰西学院作了一场名为“关于阿萨辛王朝及其名称的语源学研究报告”。在报告中，他论证说阿萨辛是阿拉伯语中大麻（Hashīsh）一词的变体。虽然他没有认为所谓哈沙辛教團就是嗜食大麻的瘾君子，但是他解释说，该組織的首领会秘密地使用大麻，让自己派出的使者相信成功完成任务之后，能够享受到与此类似的天堂般的愉悦。他对哈沙辛教團名称的这种解释与马可波罗记述的麻药联系在了一起，并流传广泛。此后的很多研究都引用了他的观点。在现有的一些中文著作和工具书中，也援引了这种看法。
到了20世纪，著名的东方学家伯纳德·刘易斯对德·萨西的说法提出了质疑。他指出“尽管这种解释出现早、流传面广，但是属实的可能性却并不大”。原因在于大麻的使用及其效果在当时并不是什么秘密；使用大麻这样的做法在严肃的逊尼派作家和伊斯玛仪派的记载中都无法得到验证；并且hashīshī这样的名称，也仅流行在叙利亚地区，作为哈沙辛教團大本营的波斯地区并不使用这一词汇。
伊斯玛仪研究所的法尔哈德·达夫塔里在多本有关伊斯玛仪派的著作中指出，阿萨辛这一称呼来源于盛行於法蒂玛帝國國土上的伊斯玛仪派，以及逊尼派对於尼查里派的蔑称“hashīshī”。这一蔑称寓意为“粗俗的下等人”、“被社会抛弃的无信仰者”，并不具体地指代吸食大麻。因此，这一名称显示了当时伊斯蘭教當中的主流教派对於伊斯玛仪派普遍的敌意，也是西方对于东方的某种神秘幻想所致。对伊斯玛仪派深恶痛绝的逊尼派史学家志费尼曾經详细描写哈沙辛教團的各种“罪状”，但他的书中从来没有提到吸食大麻、或是哈沙辛教團首领以大麻为诱惑来鼓励暗杀者，这也是關於大麻的传言可能有误的证据之一。
哈沙辛教團的刺客“费达伊”的阿拉伯語發音为fidā'ī，意思是「準備好為某個理由犧牲的人」或者是「敢死队」之意，亦可以理解为「志愿者」。

## 历史

### 起源
阿薩辛派起源於伊斯蘭教當中的伊斯瑪儀派所分裂出來的教派尼查里派（Nizari），在公元十世紀，部份尼查里派人士離開了此教派、形成了阿薩辛派，後來這些阿薩辛派人士脱離了伊斯蘭教並創立了哈沙辛教團。
尼查里派人士可以因各種不同的政治或宗教目的而受僱於人，是一個激進且好戰的教派。尼查里派活躍於公元八世紀至十四世紀，專門對阿拔斯帝國的精英進行恐怖主義式的大膽處決行動或帶有政治性質的暗殺行動。

### 創立
最早可追溯到公元1080年的第一次十字軍東征，由于早期的活动情况是基于传言或者敌方的迷信说法所描述，因此很难發現关于哈沙辛教團起源的史料。大多数资料来源都随着哈沙辛教團的大本营阿拉穆特（波斯语意为“鹰堡”）被蒙古军队占领而被燒毀，但其名称可追溯至第一任突厥籍的波斯首領哈桑·萨巴赫。萨巴赫在1090年奪取伊朗北部厄爾布爾士山脈並在阿剌模忒堡創立哈沙辛教團，教首之位先後傳給八人，哈沙辛教團統治該地區長達一百八十六年。

### 興起

#### 建立群眾基礎
哈桑·萨巴赫早年信奉伊斯蘭教當中的尼查里派，曾在波斯各地游历傳教。他注意到波斯北部靠近里海的吉兰和马赞德兰等省份地形与波斯其他地区完全不同。当地居民一直保持着相对独立的地位，未完全臣服于波斯當權者的统治。8世纪后期，一些阿里后裔及其追随者为逃避阿拔斯人迫害来到这里，逐渐形成一个什叶派活动中心。在城市地区的活动不断遭受挫折后，萨巴赫开始转向边远的要塞地区，最终选中了位于厄尔布尔士山脉腹地的一片高耸的山崖上的阿拉穆特（Alamut）堡。此地海拔高，四周峡谷环绕，只有一条狭窄陡峭的蜿蜒小道可通山顶，因其险峻，也被称作“鹰堡”，据说城堡的主人也是第一伊玛目阿里的后代。萨巴赫派出宣教师在阿拉穆特周围的村庄傳播尼查里派的思想，逐渐赢得了大批的追随者，形成了阿薩辛派。

#### 奪取阿拉穆特堡
经过精心的准备，萨巴赫於1090年乔装进入了阿拉穆特堡。城堡的主人见大势已去，於是接受萨巴赫三千個金第纳尔的出价后离开了城堡。作为阿萨辛派最早的领導人，萨巴赫宣稱自己是伊玛目的代表，但从来没有自称伊玛目。在伊玛目隐遁时期，他被稱為“胡加”，意思是证据、证明，被認為是伊玛目与一般人之间的纽带、达瓦（宣教）的领导者。与關於建立秘密花园和培训基地、以吸食大麻和贈送美女为诱惑手段等事宜的传言截然不同的説法是 萨巴赫统治阿拉穆特堡的35年中一直严格实行伊斯兰教法，他的一个儿子就因饮酒而被处死。他本人聪明颖悟，精通几何學、算學及天文學，一直过着苦行僧式的生活。据说在进入了阿拉穆特堡並創立了哈沙辛教團之后，他终生只走出过自己居住的房子两次，主要时间里都在房中阅读书籍和撰写宣教辭。

#### 定立教理
哈沙辛教團的教理非常强调权威的作用。对教徒来说, 最高的指引源泉就是伊玛目，最直接的指引人就是伊玛目委派的代表。人没有选择伊玛目的权力，也没有对教义和律法的真实性作出判决的权力。真主阿拉指定的伊玛目才是真正的伊玛目，其他自称伊玛目的都是篡权者，其追随者是罪人。在萨巴赫的努力下，这种强调忠诚和服从的教义，逐渐成为一个秘密的、具有革命性的勢力最强大的精神武器。

#### 鞏固勢力範圍
哈沙辛教團在波斯建造堡垒的初期，哈沙辛教團的新宣传方式虽能说服伊斯蘭教的一些信奉者，但其力量既无法与塞尔柱人的军队相抗衡，也无法与各個地方势力相对抗，扩展自己容身之地的努力困难重重。不过，当时各個 伊斯兰教地方政权都是高度集权的个人独裁政權，一旦消灭其領導人，往往会对这一政权造成致命的打击。在这种情况下，伊斯玛仪派开始组织一小部分训练有素、富有献身精神的成员，对其进行培训，组成敢死队（费达伊），通过暗杀对方的显要人物来打击和威慑敌人以扩大自己的势力范围。最早被伊斯玛仪派暗杀的，是掌控阿拔斯帝國的塞尔柱人宰相尼扎姆·穆尔克。此人声名显赫，担任朝廷的实际掌控者多达20余年。由於他认为哈沙辛教團的教義乃是异端邪说，目的是消灭伊斯兰教以将凡人引入万劫不复的境地，因此他不仅在其作品《政治之書》中大肆抨擊哈沙辛教團，还派出士兵征讨波斯境内的伊斯玛仪派据点，因而被哈沙辛教團视为头号敌人。经过周密安排之后，哈沙辛教團的一名成员於1092年10月乔装成一名苏非派修行者，在接近尼扎姆乘坐的轿辇后刺杀了他。但尼扎姆只是哈沙辛教團暗杀的第一个显要人物。此后, 该組織陆续刺杀了一些反對哈沙辛教團的王公贵族和达官政要，还有一些公开谴责哈沙辛教團的伊斯蘭教神職人員。

#### 對外擴張
在尼扎姆離世之后，塞尔柱人的统治也开始分崩离析。原来属于阿拔斯帝国管辖的广阔领域越来越分裂，成为小军阀割据的战场。哈沙辛教團并不是高踞堡垒的避世者。为了保障自身安全和扩大影响力，它积极参与与塞尔柱人及各分裂势力之间的争斗。塞尔柱苏丹伯克亚茹克致力于消灭和自己争夺王位的同父异母兄弟穆罕默德·塔帕尔，无暇外顾，因此容忍了哈沙辛教團的发展，在库希斯坦地区甚至明确支持阿萨辛派对抗穆罕默德·塔帕尔的活动。

#### 消滅外敵
据记载，在萨巴赫統治时期，哈沙辛教團共执行过近五十次暗杀，其中一半都是在苏丹伯克亚茹克统治时期进行的，针对的都是穆罕默德·塔帕尔的支持者，或是伯克亚茹克的反对者。1100年，伯克亚茹克在同穆罕默德·塔帕尔的斗争中取得了决定性的胜利。此后哈沙辛教團的力量一度高涨，活动趋于公开，一些人甚至渗透到苏丹的宫廷和军队。暗杀的威慑使得反对该派的高官显贵们不得不小心警惕、处处设防，甚至有人请求苏丹允许自己带着武器上朝，以防不测。到了十二世纪中后期，阿拉穆特的领导人由伊玛目代理人开始自称真正的伊玛目，并且向同样多山偏远的叙利亚山区扩展。

### 崛起
活跃于叙利亚一带的哈沙辛教團胡加拉希德丁·锡南曾經派人暗杀多名十字军領導人及其敵國的政要，並且建立了木剌夷國，法蘭克人所寫的史料将其称为“山中老人”。哈桑死后兩年，即是1126年，哈沙辛教團正式承认木剌夷國的合法性。它们担任防守班亞要塞，這裡是對抗十字軍的前線，亦在此時開始與十字軍作戰。1132至1133年間奪得卡德穆斯要塞。

### 對外征戰
然而，木剌夷國對政治態度飄忽不定，對十字軍及其敵對勢力保持着亦敵亦友的關係。在1139年被當局再次鎮壓，其在大馬士革的勢力被肅清，班亞要塞被法蘭克十字軍佔領，不過在一百年間活跃於在两个十字軍公国 安條克公国和的黎波里伯国 之間。而且在1152年對於的黎波里伯国的國君雷蒙二世和1192年阿克王国的國王康拉德一世的暗殺活动都是木剌夷國所策划。
天主教國家從木剌夷國那𥚃很早知道蒙古西征。在1238年派使者到英法兩國覲見国王，提議伊斯兰教國家與天主教國家講和合作對抗蒙古，卻得到冷淡的回應，當時天主教國家指望蒙古與伊斯兰教國家互相殘殺，日後蒙古鉄騎於1240年至1242年短短三年間在對歐洲國家的侵略中幾乎蹂躏整个東歐。

### 衰落
1221年，阿拉丁继位為阿拉穆特堡的首领，时年只有9岁。虽然有説法聲稱因為他幼年因接受了不当的治療而损伤了大脑，所以性格乖戾，但是他在位期间的主要贡献是对此前多位首领时而偏向逊尼派，时而又走向另一个极端的态度进行了调和。在他统治的后期，來自於蒙古人的威胁开始加剧。很多被蒙古人占领地区的伊斯兰教神職人員逃往木剌夷國的國土寻求庇护，其中就包括什叶派著名学者纳西尔丁·图西。图西曾在阿拉穆特和其他几个尼查里派要塞居住，他把自己关于伦理学的两本著作都题献给自己的庇护者。阿拉穆特和其他几个要塞一时成为繁荣的学术中心。但对蒙古人来说，木剌夷國在波斯北部山区的要塞就是一个个武装的独立王国，也是西征道路上的障碍。旭烈兀西征的目标之一就是铲除木剌夷國诸城堡。1255年，阿拉穆特堡一些决意与蒙古人讲和的大臣政变推翻了阿拉丁，拥戴他的儿子鲁克赖丁库沙继位。

### 衰亡
由於木剌夷國曾經派出刺客試圖刺殺蒙古帝國的大汗蒙哥，因此和蒙古人結下深仇大恨。1256年旭烈兀渡过阿姆河后，波斯与高加索的小国君们纷纷投诚，木剌夷國的最后一任㫺赫鲁克赖丁库沙也向旭烈兀请求成為其属臣，遭到拒绝。之后鲁克赖丁库沙派兵在麦门底斯堡（Meimundiz）固守，直到同年11月19日投降。旭烈兀帶著鲁克赖丁库沙到蒙哥大汗处求和，但不久鲁克赖丁库沙被處死。同年12月20日，阿剌模忒堡的守兵投降。1272年，黎巴嫩和叙利亚山区诸堡寨被马穆鲁克蘇丹國所毁，木剌夷國開始走向滅亡的結局。

## 流行文化
- 育碧遊戲軟體娛樂公司旗下跨平台電子動作遊戲《刺客教條系列》將阿薩辛派描述為與另一秘密團體「聖殿騎士團」爭奪遠古高科技文明遺產的秘密組織，歷代主角皆隸屬刺客組織（即 哈沙辛教團）（目前唯一例外的是《刺客教條：叛變》的主角謝伊，他是聖殿騎士團的成員）。
- 金庸所著小說《倚天屠龍記》中提及了哈沙辛教團的創立者哈桑·沙巴（書中稱為山中老人霍山）[6]。
- 動作電影《捍衛任務3：全面開戰》中，鑄幣廠老闆對主角約翰威克提到哈沙辛教團以及山中老人。
- 文字冒险游戏Fate/stay night與前傳Fate/Zero裡面，职阶“Assassin”的從者即为哈沙辛教團領導者、獲得「哈桑·沙巴」稱號的人們。

## 延伸阅读
[在维基数据编辑]
 《新元史/卷256》，出自柯劭忞《新元史》
- Daftary, Farhad. . London: I.B. Tauris. 1995: 88–127. ISBN 1-85043-950-8. Review
- Daftary, Farhad. . Fleet, Kate; Krämer, Gudrun; Matringe, Denis; Nawas, John; Rowson, Everett  (编). . Brill Online. 2007. ISSN 1873-9830.
- Franzius, Enno. . New York: Funk & Wagnalls. 1969.
- Maalouf, Amin.  translated by Jon Rothschild. New York: Schocken Books. 1989. ISBN 0-8052-0898-4.
- Polo, Marco. H. Cordier , 编.  3rd revised translated by H. Yule. London: J. Murray. 1903: 139–146.
- Rzewuski, Venceslas. . Wien: Anton Schmid, K. K. Buchdrucker. 1813: 201–207.
- Silvestre de Sacy, Antoine Isaac. . Mémoires de l'Institut Royal de France. 1818, 4: 1–84. English translation in F. Daftary, The Assassin Legends, 136–188.
- Stark, Freya. . New York: Modern Library. 2001. ISBN 0-375-75753-8.
- Willey, Peter. . London: George G. Harrap. 1963.
- . . 1905.